# Jens Christian Buskov Lund
Jens Christian Buskov Lund (født 20. september 1989 i Skive) er en dansk skuespiller.

## Filmografi
| År   | Film                 | Rolle     | Andre noter |
| ---- | -------------------- | --------- | ----------- |
| 2012 | Den som elsker       | Christien | Kortfilm    |
| 2014 | 1864                 | Alfred    | Tv-serie    |
| 2014 | 1864 - brødre i krig | Alfred    | Spillefilm  |
| 2015 | Anton 90             | Stefan    |             |
| 2021 | Hvide Sande          | Albert    | Tv-serie    |